# Мамура
Мамура (рум. Mamura) — село у повіті Олт в Румунії. Входить до складу комуни Стрежешть.
Село розташоване на відстані 142 км на захід від Бухареста, 12 км на північ від Слатіни, 45 км на північний схід від Крайови.

## Населення
За даними перепису населення 2002 року у селі проживали 207 осіб, усі — румуни. Усі жителі села рідною мовою назвали румунську.